# Marta Andrade
Marta Andrade Vidal (Barcelona, 17 de mayo de 1972) es una  expatinadora artística española.

## Trayectoria
Es ocho veces campeona de España y compitió en dos Juegos Olímpicos de Invierno, quedando en el puesto 20 en el año 1994 y en puesto 22 en el año 1998. Participó en once ocasiones en el Campeonato Mundial de Patinaje Artístico sobre Hielo, logrando su puesto más alto, el 19, en 2002 en Nagano, Japón. 
Andrade vive en Barcelona. Es la entrenadora principal de la sección de patinaje artístico del FC Barcelona. También trabaja como fisioterapeuta.

## Programas
| Estación  | Programa corto                                               | Patinaje libre                                                            |
| --------- | ------------------------------------------------------------ | ------------------------------------------------------------------------- |
| 2001–2002 | - Giselle de Adolphe Adam por la Orquesta del Teatro Bolshoi | - Cavalleria rusticana de Pietro Mascagni - La traviata de Giuseppe Verdi |
| 2000–2001 | - La vida es bella de Nicola Piovani                         | - Giselle de Adolphe Adam por la Orquesta del Teatro Bolshoi              |

## Resultados
GP: Grand Prix de patinaje artístico sobre hielo
| Internacional              | Internacional | Internacional | Internacional | Internacional | Internacional | Internacional | Internacional | Internacional | Internacional | Internacional | Internacional | Internacional |
| Evento                     | 90–91         | 91–92         | 92–93         | 93–94         | 94–95         | 95–96         | 96–97         | 97–98         | 98–99         | 99–00         | 00-01         | 01–02         |
| -------------------------- | ------------- | ------------- | ------------- | ------------- | ------------- | ------------- | ------------- | ------------- | ------------- | ------------- | ------------- | ------------- |
| Juegos Olímpicos           |               |               |               | 20.º          |               |               |               | 22            |               |               |               |               |
| Mundiales                  | 31            |               | 22            | 27            | 25            | 26            | 28            | 28            | 26            | 41.º          | 30            | 19            |
| Europeos                   | 24            |               |               | 21            | 17            |               | 21            |               |               |               |               | 16.º          |
| Internacionales de Francia |               |               |               |               |               |               | 9.º           | 10.º          |               |               |               |               |
| Golden Spin                |               |               |               |               |               |               |               |               |               |               | 9.º           | 15            |
| Karl Schäfer               |               |               |               |               |               |               |               | 12            | WD            | 6.º           |               |               |
| Nebelhorn                  |               |               | 9.º           | 12            |               |               |               |               |               |               |               |               |
| Universiada                |               |               |               |               |               |               |               |               | 9.º           |               |               |               |
| Nacional                   |               |               |               |               |               |               |               |               |               |               |               |               |
| Campeonato de España       |               |               |               |               | 1.º           | 1º            | 1º            | 1º            | 1º            | 1º            | 1º            | 1.º           |
| WD = Retirado              |               |               |               |               |               |               |               |               |               |               |               |               |